# Otogi Matsuri
Otogi Matsuri (おとぎ奉り, Otogi Matsuri) est un manga de Junya Inoue. Prépublié au Japon dans le magazine seinen Comic Gum de l'éditeur Wani Books entre 2002 et 2008, la série comporte douze volumes. Le manga a été réédité par Shinchosha en huit volumes entre février 2011 et mai 2011.
La série a été éditée en français à partir de octobre 2006 sous le label Doki-Doki des éditions Bamboo. Le dernier tome est sorti le 16 septembre 2009. Cependant, avec le renouvellement du catalogue de l'éditeur, la série n'est plus commercialisée depuis le 30 novembre 2010.

## Bref résumé de l'histoire
Miyakono est une petite ville calme de la campagne japonaise jusqu'au jour où une série de meurtres mystérieux vient troubler la région. C'est alors que le jeune lycéen Yôsuke Suruga, après avoir renversé un autel, se voit insuffler les pouvoirs de Suzaku, un des quatre esprits gardiens de la mythologie chinoise, sous forme d'arc que seules d'autres personnes douées de pouvoirs peuvent voir. Avec l'aide de Inaba Yomogi, nouvelle élève de la classe de Yôsuke et prêtresse du temple local, et de ceux qui comme lui sont dotés des pouvoirs d'un des esprits divins, Yôsuke va devoir se battre contre les réels responsables de cette série de meurtres : les Kenzoku, monstres et esprits du bestiaire folklorique nippon, dont l'activité néfaste devient chaque jour plus fréquente.
Malgré ce résumé qui laisserait présager une série violente uniquement orientée vers l'action, ce n'est pas tout à fait le cas, car dégageant aussi une ambiance de Japon de la campagne rappelant vaguement celle de Kamichu!.

## Personnages
Yôsuke Suruga (駿河 妖介)Doté du jingi de Suzaku, il a offert son avenir en échange de son arme et est donc condamné à mourir au bout d'un an. Il est d'un naturel assez rentre-dedans et préfèrera les solutions les plus musclées.
Yomogi Inaba (因幡 よもぎ)Prêtresse et camarade de classe timide et réservée de Yôsuke. Elle se fait aider par ses cinq esprits renards plutôt gaffeurs.
Ryûichi Ezo (蝦夷 龍一)Professeur d'ethnologie âgé de 25 ans, il est le détenteur de la lance de Seiryû. Son naturel calme et posé irrite profondément Yôsuke.
Irori Mikawa (美河 いろり)Jeune écolière très dynamique de 11 ans, elle porte le bouclier de Genbu depuis sa naissance.
Kenji Kai (甲斐 健二)Voyou de quatorze ans, chef d'une bande de collégiens paumés. Son allure assurée et désinvolte cache une peur et une tristesse qui le handicape gravement en combat. Il a obtenu les griffes de Byakkô contre la vie de ses amis.

## Esprits Gardiens
Les esprits gardiens sont quatre animaux divins. Ce sont les divinités qui protègent les quatre points cardinaux. A Miyakono, il y a un temple pour chacun d'entre eux.
Genbu (玄武)Esprit gardien du Nord, il a l'apparence d'une tortue. Son arme est le bouclier ultime qui repousse toutes les attaques. Il permet aussi à Irori de voler.
Byakkô (白虎)Esprit gardien de l'Ouest, il a l'apparence d'un tigre blanc. Ses armes sont les griffes de Byakkô qui permettent à Kenji de tout déchiqueter.
Seiryû (青龍)Esprit gardien de l'Est, il a l'apparence d'un dragon bleu. Son arme est la lance de Seiryû, qui peut s'allonger à l'infini.
Suzaku (朱雀)Esprit gardien du Sud, il a l'apparence d'un oiseau vermillon. Son arme est l'arc de Suzaku. Avec lui, Yôsuke peut tirer trois flèches très puissantes. L'arc régénère ses flèches au bout de deux heures.

## Kenzoku
Les Kenzoku sont des monstres qui ont été créés par Shigeomi Rokujô à la fin de l'époque Muromachi pour se venger de sa famille qui l'a trahi. Les Kenzoku sont créés à partir d'Ema, des plaquettes votives.
Nekogumo (猫蜘蛛), lit:"Chat-AraignéePremier Kenzoku, il s'agit d'un chat géant avec huit pattes. Il est capable de passer à travers le sol et les murs. Il utilise des poupées ensorcelées pour localiser ses proies. Il est carnivore et très agressif. Il a fait 3 victimes.
Kagerô (陽炎), lit: "Vapeur"Deuxième Kenzoku, il s'agit d'un monstre cyclope. Il utilise des nuées d'insectes pour sucer l'énergie vitale des humains. Sont point faible est son œil unique. Il n'a fait aucune victime.
Unagami (海神), lit: "Dieu de la mer"Troisième Kenzoku, il s'agit d'une sorte de chien à deux queues. Il est le plus souvent inoffensif. Il guide les âmes des défunts morts en mer; si l'une d'elles s'échappe, il devient agressif et cherche l'âme d'un vivant pour compenser. Il n'a fait aucune victime.
Yasha Wani (夜叉鰐) lit: "Démon crocodile"Quatrième Kenzoku, il s'agit d'un requin à tête humaine. Il est extrêmement robuste et c'est un carnivore. Il est capable de nager dans la terre comme dans de l'eau, mais ne peut pas aller dans les zones asphaltées. Il a fait 3 victimes.
Toronushi (瀞主), lit: "le propriétaire du bassin"Cinquième Kenzoku, il s'agit d'un kappa. Très rapide, il attaque les gens et dévore leurs yeux. Il peut aussi prendre possession d'un humain et ainsi augmenter sa puissance. Il a fait 8 victimes (dont certaines dues à Byakkô )
Sessho-Hime (殺生姫), lit: "La princesse blessée mortellement" : Sixième Kenzoku, il s'agit d'une jeune femme en kimono. Le simple contact de son corps suffit à empoisonner et à tuer ses victimes dont elle prend ensuite l'apparence. Elle peut aussi fusionner avec les arbres pour attaquer avec les racines. Elle a fait 5 victimes.
Madarataishô (斑大将), lit: "général tacheté"Septième Kenzoku, il s'agit d'un monstre géant à quatre tête de bébé sur des cous de serpent. À son centre se trouve le squelette d'une femme qui en fait contrôle les têtes. Il s'agit de la réincarnation d'une suivante de Rokujô qui était enceinte de quadruplé. Leurs têtes peuvent se régénérer à l'infini. Ils peuvent aussi allonger leurs cous pour atteindre leurs victimes où qu'elles se trouvent. Il n'a fait aucune victime.

## Manga

### Fiche technique
- Autres éditions :
  -  CPM Manga

### Liste des chapitres
| no | Japonais          | Japonais          | Français          | Français      |
| no | Date de sortie    | ISBN              | Date de sortie    | ISBN          |
| -- | ----------------- | ----------------- | ----------------- | ------------- |
| 1  | 10 décembre 2002  | 4-8470-3437-6     | 11 octobre 2006   | 9782350782034 |
| 2  | 10 mai 2003       | 4-8470-3448-1     | 6 décembre 2006   | 9782350782058 |
| 3  | 25 décembre 2003  | 4-8470-3461-9     | 7 mars 2007       | 9782350782430 |
| 4  | 24 juillet 2004   | 4-8470-3476-7     | 6 juin 2007       | 9782350782775 |
| 5  | 10 février 2005   | 4-8470-3492-9     | 5 septembre 2007  | 9782350783079 |
| 6  | 25 juillet 2005   | 4-8470-3511-9     | 28 novembre 2007  | 9782350783352 |
| 7  | 10 janvier 2006   | 4-8470-3541-0     | 9 avril 2008      | 9782350784366 |
| 8  | 25 août 2006      | 4-8470-3566-6     | 13 août 2008      | 9782350784519 |
| 9  | 25 janvier 2007   | 978-4-8470-3589-0 | 5 novembre 2008   | 9782350784762 |
| 10 | 22 septembre 2007 | 978-4-10-771516-6 | 11 février 2009   | 9782350785899 |
| 11 | 22 février 2008   | 978-4-8470-3628-6 | 6 mai 2009        | 9782350786612 |
| 12 | 25 septembre 2008 | 978-4-8470-3653-8 | 16 septembre 2009 | 9782350787145 |